# Geografía de Libia

Libia es un país perteneciente al África mediterránea. Libia limita con el Mar Mediterráneo al norte, al oeste con Túnez y Argelia, al suroeste con Níger, al sur con Chad, al sureste con Sudán y al este con Egipto.
El país se caracteriza por sus grandes extensiones de desierto (desierto del Sáhara) que cubren la totalidad del país a excepción de una estrecha franja litoral que es donde se encuentran los principales núcleos de población del país (Trípoli, Bengasi...).
El Desierto de Libia, que se enmarca dentro del Sahara, ocupa todo el sur del país y se extiende hasta Egipto y Sudán. Es una de las zonas más inhóspitas del planeta.

## Relieve

Mapa topográfico de Libia

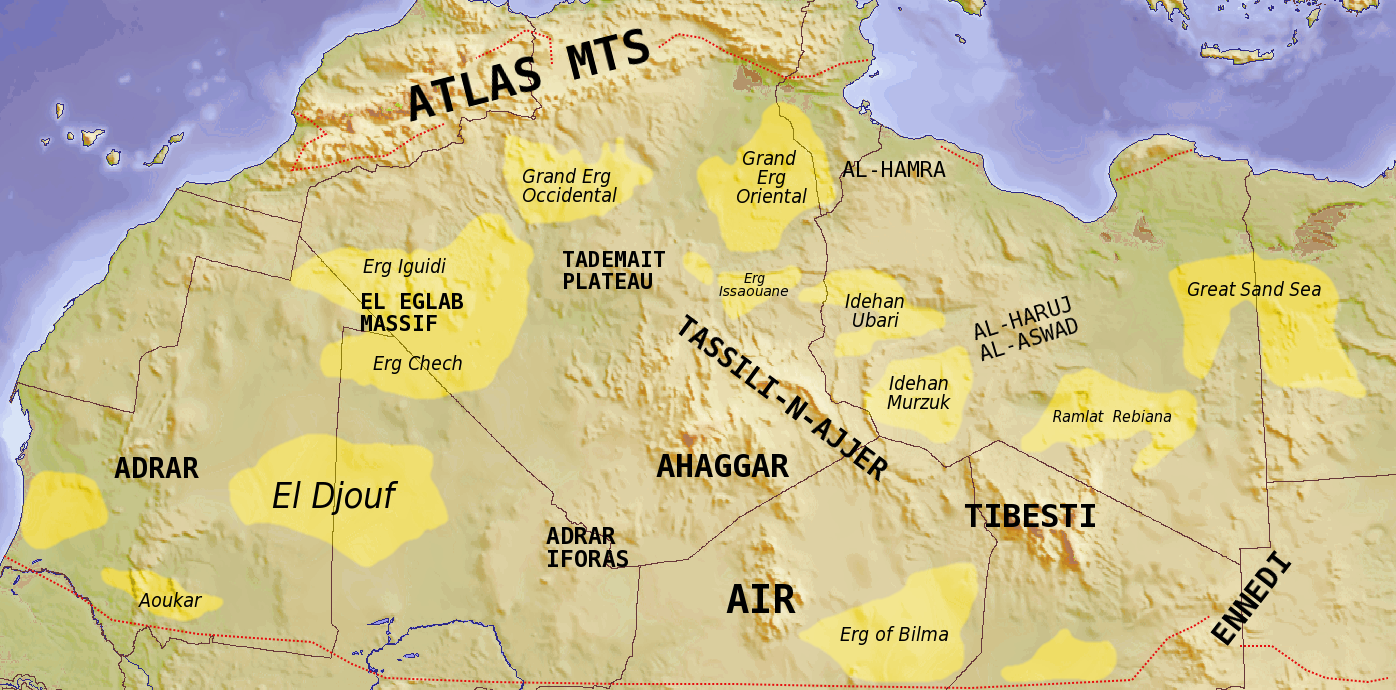
Mapa topográfico del Sahara con los mares de arena de Libia.

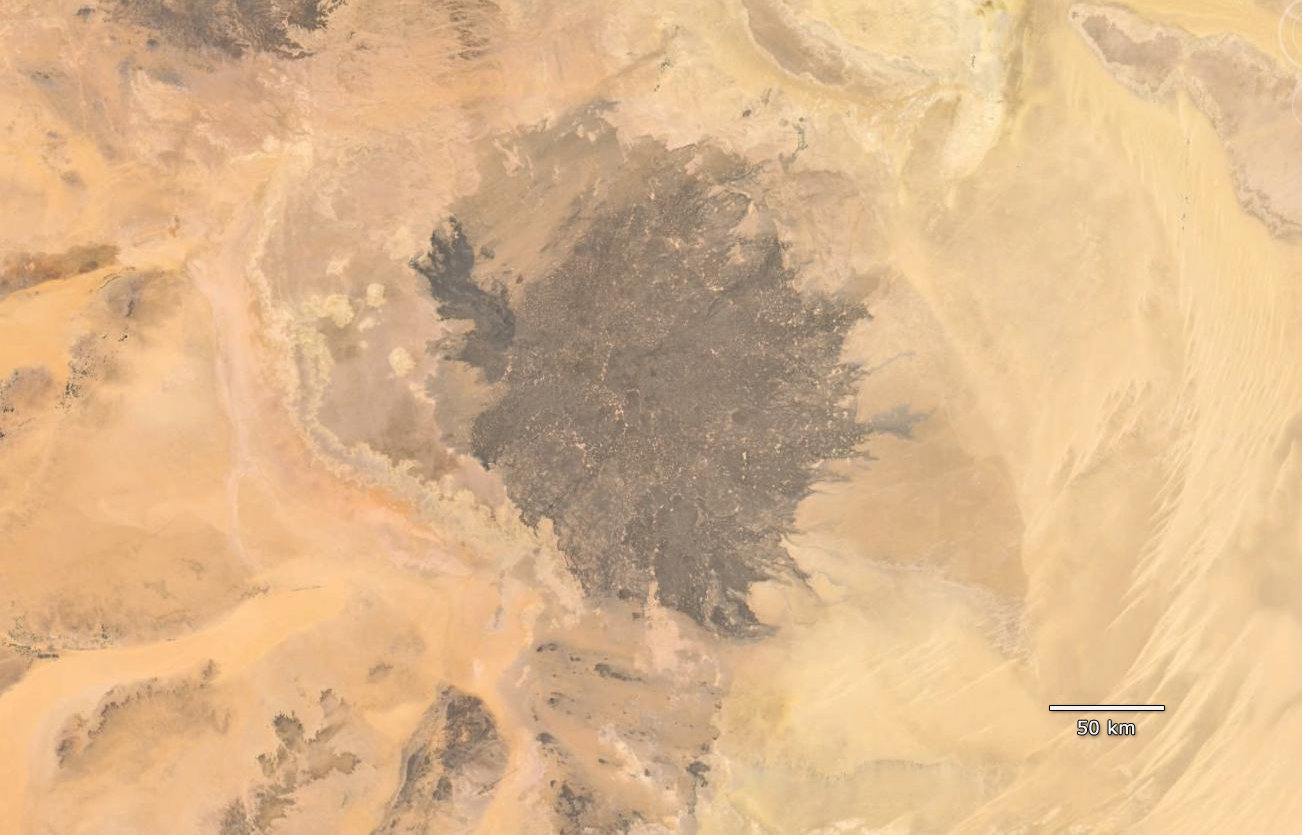
Macizo volcánico del Haruj, visto desde satélite

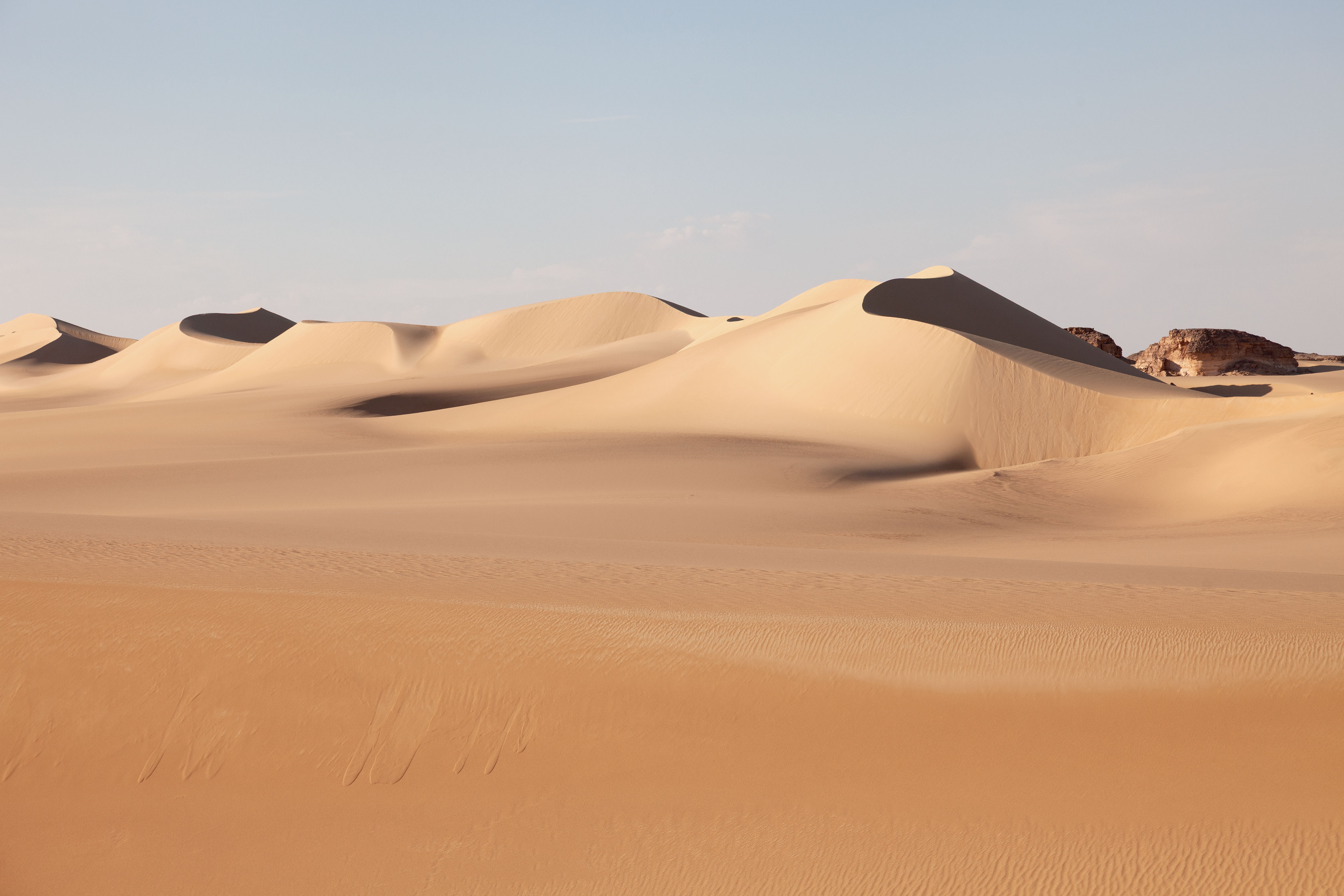
Gran Mar de arena de Libia, dunas cerca de Siwa.

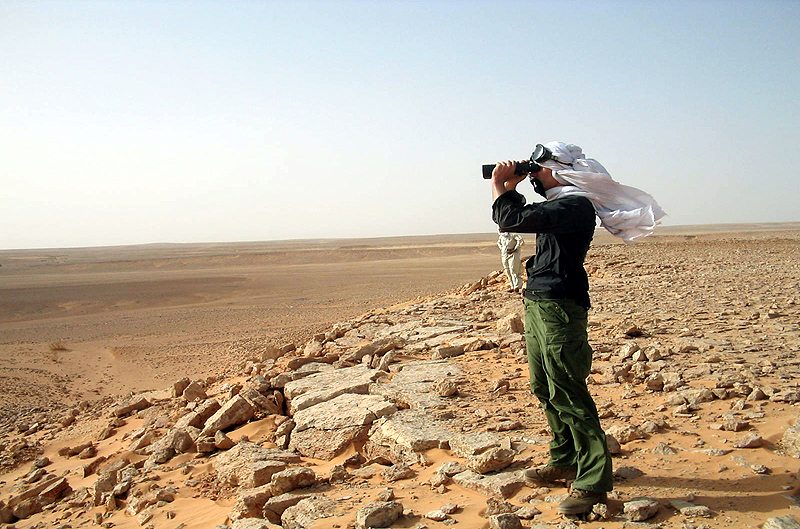
Meseta de Hammadah al Hamra

Las dos zonas geográficas principales de Libia son la costa mediterránea y el Sahara. En el desierto, se encuentran varias mesetas pero ninguna cadena montañosa con excepción del macizo de Tibesti, cerca de la frontera con Chad, en el sur. 
En la Tripolitania, la región noroccidental de Libia, hay una llanura costera, Djeffara, que tiene unos 14 300 km². Se extiende desde Gabes, en Túnez, hasta unos 20 km al este de Trípoli. La zona costera es una estrecha franja de playas arenosas con pequeñas hondonadas que se llenan de agua con las lluvias y forman planicies saladas. Le sigue una zona esteparia hacia el interior que se eleva de 50 a 200 m, hasta unos 120 km de la costa, donde se encuentra el piedemonte del Yebel Nefusa, una zona mesetaria con escarpes que culmina a 968 m. En Djeffara caen entre 125 y 250 mm de lluvia, que aumenta hacia Trípoli, con 380 mm. Crecen palmeras datileras y hay rebaños de ovejas y cabras.
El Yebel Nefusa tiene más de 10 000 km², está poblado por bereberes infusen y se extiende desde la frontera con Túnez hasta la ciudad de Garian a lo largo de unos 190 km. Luego, se curva hacia el Mediterráneo unos 150 km más casi hasta la costa, en Al-Khums. Está coronado por una meseta de unos 25 km de anchura cubierta de maleza en el norte y de yermos de basalto y lava al sur. Las lluvias oscilan entre 50 y 400 mm. Se cultivan olivos, higueras, tabaco y esparto para cuerdas y calzado además de los rebaños.
Detrás, se extiende la meseta del Hamadah Al Hamra, una región desértica de 84 000 km² que se extiende hasta Ghadamés por el sudoeste, cerca de la frontera con Argelia y Túnez. Es famosa por el meteorito de su nombre (HaH 280), de condrita carbonácea.
Al sur de la Tripolitania se encuentra la región de Fezán, que se extiende hasta Chad, donde se halla el macizo de Tibesti. Una gran parte de la región está cubierta por los desiertos de arena de Idehan Ubari —o desierto de Ubari—, de 50 000 km², y el Idehan Murzuq —o desierto de Murzuq—, de 58 000 km², que forman parte del desierto de Libia. Al norte de Fezán se encuentra el wadi Ashati, que da nombre al distrito de Wadi Al Shatii y se extiende a lo largo de unos 140 km. Fezán era la tierra de los garamantes, que cruzaban las rutas comerciales del desierto en tiempos de Cartago y Roma.
Las montañas Acacus están al sudoeste de Fezán, unos 100 km al sur de la localidad de Ghat. En medio de un paisaje de dunas con profundos wadis emergen parajes rocosos que forman imponentes arcos de piedra (Afzejare y Tin Khlega). Estas montañas son famosas por sus pinturas rupestres. Toda esta región del sur forma parte del desierto de Libia.
La mitad este de Libia es conocida como la Cirenaica. En su parte occidental, en el centro de Libia, al sur del golfo de Sirte, se encuentra el Haruj o Hulayq al Kabir, un macizo volcánico que contiene unos ciento cincuenta volcanes, incluidos numerosos conos basálticos de escoria y unos treinta pequeños campos volcánicos formados por lava solidificada, con una altura máxima de 1200 m. 
Al este del golfo de Sirte, ya en la Cirenaica, se encuentra el yebel Ajdar o Montaña Verde, a unos 16 km del mar, con un altitud de 900 m y una longitud de unos 300 km, hasta el golfo de Bomba. Es una de las pocas regiones de Libia con bosques, con una precipitación de 600 mm. El resto de la costa hacia el este está formado en su mayor parte por un escarpe de unos 300 m, con dos puertos en Bomba y Tobruk. Cuando más al este, hacia la histórica Marmarica, la tierra es más seca.
Al sur y al este del yebel Ajdar se encuentra el yebel el-Akabah, más bajo y separado por una depresión. El resto de la Cirenaica está formado por el desierto de Libia, que se extiende desde Egipto hasta montañas Acacus, y es una extensión de más de 1 millón de km², que tiene unos mil kilómetros de lado, formada por llanuras, dunas, sierras y algunas depresiones, pero ningún río. En la frontera con Egipto y Sudán se encuentra el yebel Uweinat, que se alza por encima de 1900 m. Los oasis más importantes son Al Jaghbub y Jalo, en el este, y Kufra y Murzuk, en Fezán. Los mares de arena forman un anillo alrededor del desierto. A los ya mencionados Idehan Ubari e Idehan Murzuq se unen el Gran Mar de Arena, de 72 000 km², que comparte con Egipto, el mar de arena de Rebiana, de 65 000 km², y el mar de arena de Calanshio, de 62 000 km².
Las tierras fértiles se encuentran en la costa y en las montañas que se encuentran inmediatamente detrás, tanto en la Tripolitania como en la Cirenaica, separadas por el golfo de Sirte, que tradicionalmente separa el Magreb del Máshrek.
La frontera entre Tripolitania y Túnez es objeto de cruces continuos por migrantes legales e ilegales. Ninguna frontera natural señala la frontera, y la composición étnica, lenguaje y cultura de los dos pueblos son casi idénticos. Lo mismo sucede entre la Cirenaica y Egipto. Por contraste, la frontera con Argelia, Níger y Chad es raramente cruzada debido al vacío de la inmensidad del desierto. En la frontera con Chad se encuentra la franja de Aouzou, los dos países se disputaron durante muchos años.

## Clima

Mapa de Köppen de climas de Libia. El rojo es desértico cálido; el calabaza, semiárido; el rosa, desierto frío; el beige, semiárido frío, y el amarillo mediterráneo cálido.

No hay ríos permanentes en Libia debido a la escasez de las lluvias. El clima dominante es el de desierto cálido con largas jornadas asfixiantes y noches algo más frescas en las zonas más altas. Menos del 2 por ciento del territorio recibe suficiente lluvia para cultivar la tierra. Solo en la Cirenaica, en el Yebel Ajdar, caen entre 400 y 600 mm (Al Baida, 540 mm); el resto de la costa recibe entre 200 y 350 mm, en el golfo de Sirte caen entre 100 y 200 mm, y al este, cerca de Egipto, menos de 100 mm. Las lluvias costeras se deben al paso de depresiones por el mar Mediterráneo, asimismo, la brisa marina refresca la temperatura. En Trípoli, la ciudad más húmeda, caen 335 mm en 52 días, casi todo entre octubre y mayo; en verano, las temperaturas son soportables, entre 20.oC y poco más de 30.oC. En invierno, entre 9 y 19.oC. En Bengasi caen 260 mm y en Misrata, cerca del golfo de Sirte, 180 mm. En Tobruk, al este, caen entre 94 y 110 mm.
En el interior, las temperaturas suben a 35-37.oC en las zonas cercanas a la costa, y superan los 40.oC en el sur. En las montañas Nefusa, a casi 1000 m en Nalut, Zintan, Lefren y Garian, los inviernos pueden ser fríos. Libia sufre los efectos de un viento llamado ghibli, seco y cálido, que hace caer la humedad y subir la temperatura súbitamente, entre abril y octubre, incluso en la costa, donde se pueden alcanzar los 30.oC en invierno.
En el gran desierto del Sahara, caen menos de 50 mm. En verano, las temperaturas pueden superar los 50.oC. Las lluvias son raras, y apenas hay población salvo en los oasis. En Sabha, en Fezzan, a 400 m de altura, las temperaturas oscilan entre junio y agosto entre 24 y 39.oC, y en invierno, entre 6 y 20.oC.

## Hidrografía

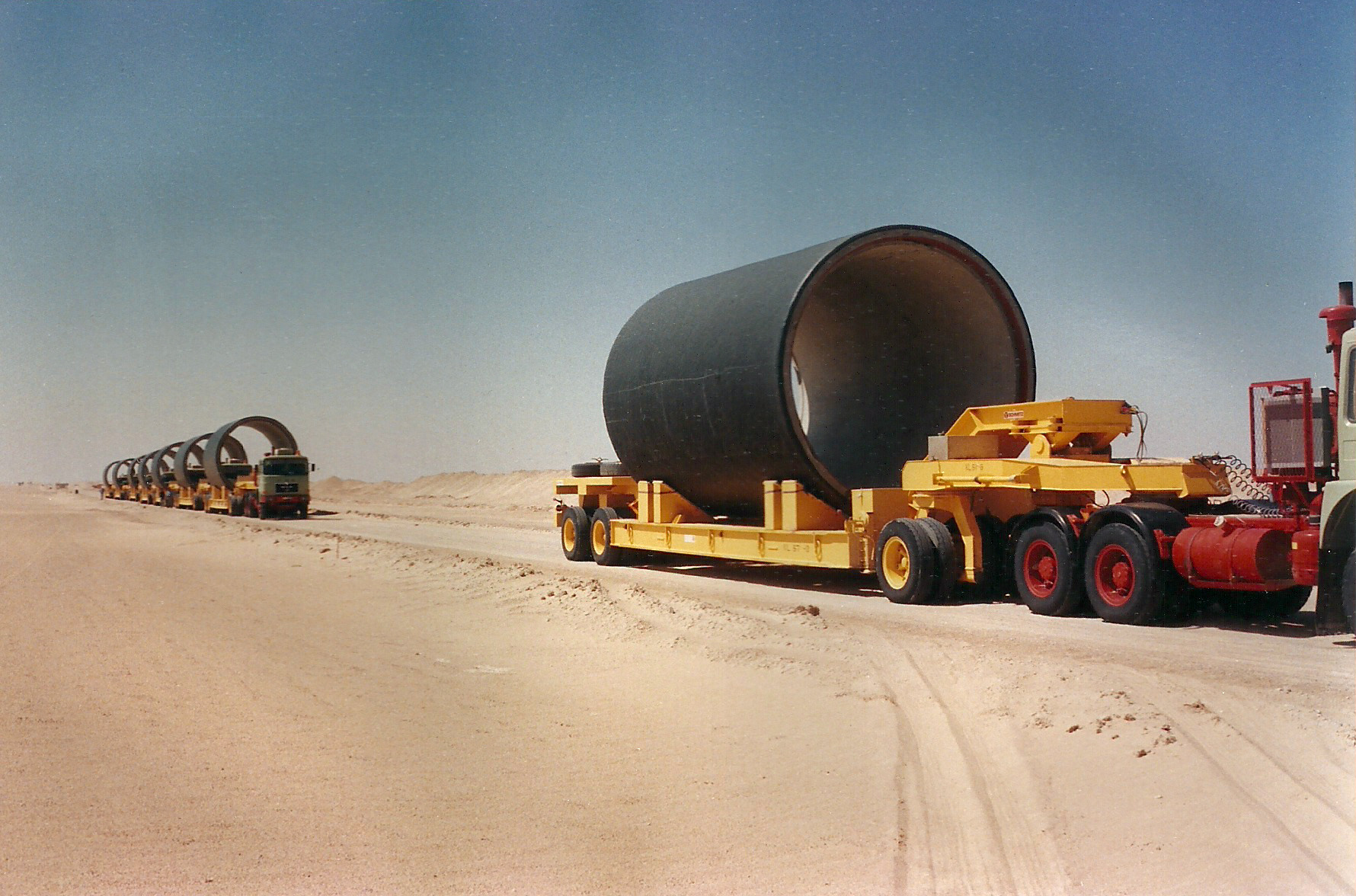
Transporte de tuberías para el Gran Río Artificial

Esquema del Gran Río Artificial de Libia

No hay ríos permanentes en Libia. Hay numerosos wadis o ríos secos que provocan súbitas inundaciones cuando llueve, pero se secan rápidamente. Los más importantes son el Wadi Zamzam y el Wadi Bayy al-Kabīr. Ambos desembocan en la costa oriental del golfo de Sirte. Hay otros wadis importantes en la zona del campo petrolífero de Zaltan, 150 km al sur del puerto de Marsa Brega, en el golfo de Sirte, y en Fezán.
En Libia hay numerosos acuíferos fósiles en Fezán y el sudeste del país, además de pozos y manantiales. En tiempos de Gadaffi se construyó el llamado Gran Río Artificial, una red de tuberías que proveen agua al desierto del Sáhara desde acuíferos fósiles, principalmente el sistema acuífero de piedra arenisca de Nubia. Consiste en más de 1300 pozos, la mayoría de ellos de más de 500 metros de profundidad, y provee 6 500 000 m³ (6,5 hm³) de agua dulce por día a las ciudades de Trípoli, Bengasi, Sirte y otras, que antes eran dependientes de la desalinización.
El reservorio de Nubia tiene entre 10 000 y 1 millón de años de antigüedad y está formado por agua que se filtró a través de las arenas del desierto. Fue descubierto a finales de la década de 1950, mientras se buscaba petróleo. Posee entre 100 000 y 150 000 km³ de aguas subterráneas. El proyecto del Gran Río Artificial posee varias fases. La más occidental, cerca de Túnez, extrae aguas de pozos cerca de Gadamés y la lleva a las ciudades costeras de Zauía y Zuara, al oeste de Trípoli. La más oriental, cerca de Egipto, lleva el agua desde la depresión de Al Jaghbub hasta Tobruk, al este del país. El sistema está preparado para llevar 6,5 millones de m³ diarios de agua a lo largo de 4.000 km de tuberías, montadas mediante piezas de hormigón de 7 m de largo y 4 m de altura, y desde lugares tan lejanos como Jabal Hasouna, en Fezán, Kufra y Tazerbo, en el sudeste del país. Un proyecto enlazaría ciudades de la costa. En el sistema se han construido distribuidores de agua abiertos que forman lagos de más de 1 km de diámetro, como en Ajdabiya.
En las llanuras costeras occidentales, hay varios lagos salados o sebkhas, que se forman por evaporación de las aguas que se forman en las hondonadas en época de lluvias.

## Áreas protegidas de Libia
Desde 2012, hay extensas zonas de Libia temporalmente cerradas por culpa de la situación bélica que padece el país, concretamente las fronteras con Sudán, Chad, Níger y Argelia. Han sido declaradas zonas militares Ghadamés, Ghat, Obari, Al-Shati, Sebha, Murzuq y Kufra, de manera que en este contexto precario, los parques nacionales y las zonas naturales de interés carecen de protección. En 2014, dos parlamentos rivales se disputaban el país; a ellos se añadió el Estado islámico, que ocupó un área en torno al golfo de Sirte, y en 2016 se añadió un cuarto contendiente, el Government of National Accord (GNA).
En Libia había, en febrero de 2018, 3.437 km² de tierras protegidas, el 0.21% del territorio, y 2.278 km² de superficie marina, el 0,64% de los 357.895 km² de área marina total que pertenecen al país. En esa extensión, hay 4 parques nacionales (antes había 7), 4 reservas de la naturaleza (había 5) y 14 áreas protegidas (había 24), además de 2 sitios Ramsar, Ain Elshakika (33 ha) y Ain Elzarga (50 ha). también había 5 lugares arqueológicos considerados patrimonio de la humanidad: Cirene, Leptis Magna, Sabratha, Ghadamés y Tadrart Acacus. 
- Parque nacional El Kouf, 320 km², al este del yebel Ajdar, en la costa, cerca del puente Wadi el Kuf, el segundo puente más alto de África. Se encuentran hienas, lobos egipcios, gatos salvajes africanos o del desierto, puercos espines crestados, la monas de Gibraltar, y en el mar, el delfín común, el delfín mular y la tortuga boba, entre otros. En vegetación, junto a las dunas se extiende el maquis, con cedros del Atlas, acebuches, mirto, lentisco, enebro, etc.

- Parque nacional El Nagazza, 4.000 km²

- Parque nacional Ramja

- Parque nacional Karabolli, 150 km²

- Reserva natural de Bengasi, 0,5 km²

- Reserva natural de Bier Ayyad, 20 km²

- Reserva natural de Zellaf, 1000 km²

- Reserva natural de Trípoli, 8,7 km²